# Eugenia crassimarginata
Eugenia crassimarginata är en myrtenväxtart som beskrevs av Maria Lucia Kawasaki och Bruce K. Holst. Eugenia crassimarginata ingår i släktet Eugenia och familjen myrtenväxter. Inga underarter finns listade i Catalogue of Life.